# Goya al millor so
El Premi Goya al millor so és un dels 28 Premis Goya entregats anualment. És concedit des de la primera edició.

## Nominats i guanyadors

### Dècada del 2020
| Guanyador             | Candidats                                                                                   | |
| XXXIX edició - 2025   | XXXIX edició - 2025                                                                         | XXXIX edició - 2025 |
| --------------------- | ------------------------------------------------------------------------------------------- | --- |
|                       |                                                                                             | - Amanda Villavieja, Joaquín Rajadel, Víctor R. Puertas, Mayte Cabrera, Nicolas de Poulpiquet — La estrella azul - Sergio Bürmann, Anna Harrington, Marc Orts — La habitación de al lado - Fabio Huete, Jorge Castillo Ballesteros, Miriam Lisón, Mayte Cabrera — La infiltrada - Coque F. Lahera, Álex F Capilla, Nacho Royo-Villanova — La virgen roja - Diana Sagristá, Eva Valiño, Alejandro Castillo, Antonin Dalmasso — Segundo premio |
| XXXVIII edició - 2024 |                                                                                             | |
|                       | Jorge Adrados, Oriol Tarragó i Marc Orts per La sociedad de la nieve                        | - 20.000 espècies d'abelles — Eva Valiño, Koldo Corella, Xanti Salvador - Cerrar los ojos — Iván Marín, Juan Ferro, Candela Palencia - Campeonex — Tamara Arévalo, Fabiola Ordoyo, Yasmina Praderas - Saben aquell — Xavi Mas, Eduardo Castro, Yasmina Praderas |
| XXXVII edició - 2023  |                                                                                             | |
|                       | Aitor Berenguer, Fabiola Ordoyo i Yasmina Praderas per As bestas                            | - Eva Valiño, Thomas Giorgi, Alejandro Castillo per Alcarràs - Asier González, Eva de la Fuente López, Roberto Fernández per Cinco lobitos - Daniel de Zayas, Miguel Huete, Pelayo Gutiérrez, Valeria Arcieri per Modelo 77 - Amanda Villavieja, Eva Valiño, Marc Orts, Alejandro Castillo per Un año, una noche |
| XXXVI edició - 2022   |                                                                                             | |
|                       | Dani Fontrodona, Oriol Tarragó, Marc Bech i Marc Orts per Tres                              | - Iván Marín, Pelayo Gutiérrez, Valeria Arcieri per El buen patrón - Sergio Bürmann, Laia Casanovas, Marc Orts per Madres paralelas - Alazne Ameztoy, Juan Ferro, Candela Palencia per Maixabel |
| XXXV edició - 2021    |                                                                                             | |
|                       | Eduardo Esquide, Jamaica Ruíz García, Juan Ferro i Nicolas de Poulpiquet per Adú            | - Urko Garai, Josefina Rodriguez, Frédéric Hamelin i Leandro de Loredo per Akelarre - Coque Lahera, Nacho Royo-Villanova i Sergio Testón per Black Beach - Mar González, Francesco Lucarelli i Nacho Royo-Villanova per El plan |
| XXXIV edició - 2020   |                                                                                             | |
|                       | Iñaki Díez, Alazne Ameztoy, Xanti Salvador i Nacho Royo-Villanova per La trinchera infinita | - Sergio Bürmann, Pelayo Gutiérrez i Marc Orts per Dolor y gloria - Aitor Berenguer i Gabriel Gutiérrez per Mientras dure la guerra - David Machado, Gabriel Gutiérrez i Yasmina Praderas per Quien a hierro mata |

### Dècada del 2010
| Guanyador            | Candidats                                                                          | |
| XXXIII edició - 2019 | XXXIII edició - 2019                                                               | XXXIII edició - 2019 |
| -------------------- | ---------------------------------------------------------------------------------- | --- |
|                      | Roberto Fernández i Alfonso Raposo per El reino                                    | - Arman Ciudad, Charly Schmukler i Alfonso Raposo per Campeones - Daniel de Zayas, Eduardo Castro i Mario González per Quién te cantará - Eva Valiño, Pelayo Gutiérrez i Alberto Ovejero per Yuli                              |
| XXXII edició - 2018  |                                                                                    | |
|                      | Iván Marín, Tomás Erice i Gabriel Gutiérrez per d'Verónica                         | - Daniel de Zayas, Pelayo Gutiérrez, Alberto Ovejero per El autor - Sergio Bürmann, David Rodríguez, Nicolas de Poulpique per El bar - Iñaki Díez, Xanti Salvador per Handia                                                   |
| XXXI edició - 2017   |                                                                                    | |
|                      | Peter Glossop, Oriol Tarragó i Marc Orts per Un monstre em ve a veure              | - Eduardo Esquide, Juan Ferro i Nicolas de Poulpiquet per 1898. Los últimos de Filipinas - Daniel de Zayas, César Molina i José Antonio Manovel per El hombre de las mil caras - Nacho Royo-Villanova i Sergio Testón per Ozzy |
| XXX edició - 2016    |                                                                                    | |
|                      | David Machado, Jaime Fernández i Nacho Arenas per El desconocido                   | - Marc Orts, Oriol Tarragó i Sergio Bürmann per Anacleto, agente secreto - Clemens Grulich, César Molina i Nacho Arenas per La novia - David Rodríguez, Nicolás de Poulpiquet i Sergio Bürmann per Mi gran noche               |
| XXIX edició - 2015   |                                                                                    | |
|                      | Marc Orts, Oriol Tarragó i Sergio Burmann per El Niño                              | - Daniel de Zayas, Nacho Royo-Vilanova i Pelayo Gutiérrez per La isla mínima - Gabriel Gutiérrez per Autómata - James Muñoz y Nicolas de Poulpiquet per Mortadelo y Filemón contra Jimmy el Cachondo                           |
| XXVIII edició - 2014 |                                                                                    | |
|                      | Carlos Schmukler i Nicolas de Poulpiquet por Las brujas de Zugarramurdi            | - Eva Valiño, Nacho Royo-Villanova i Pelayo Gutiérrez per Caníbal - Aitor Berenguer, Jaime Fernández i Nacho Arenas per La herida - Carlos Faruolo i Jaime Fernández per La gran familia española                              |
| XXVII edició - 2013  |                                                                                    | |
|                      | Peter Glossop, Marc Orts i Oriol Tarragó por The Impossible                        | - Pierre Gamet, Nacho Royo-Villanova i Eduardo G. Castro per El artista y la modelo - Daniel de Zayas, Nacho Royo-Villanova i Pelayo Gutiérrez per Grupo 7 - Sergio Bürmann, Nicolas de Poulpiquet i James Muñoz per Invasor   |
| XXVI edició - 2012   |                                                                                    | |
|                      | Licio Marcos de Oliveira i Nacho Royo-Villanova por No habrá paz para los malvados | - Dani Fontrodona, Marc Orts i Fabiola Ordoyo per Blackthorn - Jordi Rossinyol Colomer, Oriol Tarragó i Marc Orts per EVA - Iván Marín, Marc Orts i Pelayo Gutiérrez per La piel que habito                                    |
| XXV edició - 2011    |                                                                                    | |
|                      | Urko Garai, Marc Orts i James Muñoz per Buried                                     | - Carlos Schmukler i Diego Garrido per Balada triste de trompeta - Dani Fontrodona, Fernando Novillo i Ricard Casals per Pa negre - Emilio Cortés, Nacho Royo-Villanova i Pelayo Gutiérrez per También la lluvia               |
| XXIV edició - 2010   |                                                                                    | |
|                      | Sergio Bürmann, Jaime Fernández i Carlos Faruolo per Celda 211                     | - Peter Glossop i Glenn Freemantle per Agora - Pierre Gamet, Nacho Royo-Villanova i Pelayo Gutiérrez per El baile de la Victoria - Aitor Berenguer, Marc Orts i Fabiola Ordoyo per Mapa dels sons de Tòquio                    |

### Dècada del 2000
| Guanyador           | Candidats                                                                                                 | |
| XXIII edició - 2009 | XXIII edició - 2009                                                                                       | XXIII edició - 2009 |
| ------------------- | --- | --- |
|                     | Jorge Mira, Jorge Marín, Maite Rivera i Daniel de Zayas per Tres días                                     | - David Calleja per Amores locos - Ricardo Steinberg, María Steinberg i Alfonso Raposo per Los girasoles ciegos - Miguel Rejas i José Antonio Bermúdez per Sangre de mayo - Pierre Gamet, Christophe Vingtrinier i Patrice Grisolet per Solo quiero caminar                      |
| XXII edició - 2008  | | |
|                     | Xavier Mas, Marc Orts i Oriol Tarragó per El orfanato                                                     | - Carlos Bonmatí, Alfonso Pino i Carlos Faruolo per Las 13 rosas - Licio Marcos de Oliveira, Carlos Fesser i David Calleja per Tuya siempre - Iván Marín, José Antonio Bermúdez i Polo Aledo per Siete mesas de billar francés                                                   |
| XXI edició - 2007   | | |
|                     | Miguel Ángel Polo i Martín Hernández per El laberinto del fauno                                           | - Pierre Gamet i Patrice Grisolet per Alatriste - Alastair Widgery, David Calleja i James Muñoz per Salvador (Puig Antich) - Miguel Rejas, José Antonio Bermúdez per Volver |
| XX edició - 2006    | | |
|                     | Carlos Bonmatí, Alfonso Pino i Pelayo Gutiérrez per Obaba                                                 | - Miguel Rejas i José Antonio Bermúdez per Ninette - Eladio Reguero i David Calleja per Los nombres de Alicia - Miguel Rejas, Alfonso Raposo i Polo Aledo per Princesas |
| XIX edició - 2005   | | |
|                     | Ricardo Steinberg, Alfonso Raposo, Juan Ferro i María Steinberg per Mar adentro                           | - Sergio Bürmann, Jaime Fernández i Carlos Schmukler per Crimen ferpecto - Pierre Lorrain, Jaime Fernández i Polo Aledo per Incautos - Antonio Rodríguez, Patrick Ghislain i Nacho Royo-Villanova per Isi/Disi - Amor a lo bestia                                                |
| XVIII edició - 2004 | | |
|                     | Eva Valiño, Alfonso Pino, José L. Crespo i Pelayo Gutiérrez per Te doy mis ojos                           | - Agustín Peinado, Carlos Garrido i Iván Mayoral per Más de mil cámaras velan por tu seguridad - Sílvio Darrin, Carlos Garrido i Alicia Saavedra per La selva - Licio Marcos de Oliveira, Alfonso Pino i Nacho Royo-Villanova per La vida mancha                                 |
| XVII edició - 2003  | | |
|                     | Gilles Ortion, Alfonso Pino, Pelayo Gutiérrez i José Vinader per El otro lado de la cama                  | - Licio Marcos de Oliveira, Alfonso Pino i Luis De Veciana per La caja 507 - Salva Mayolas, Dani Fontrodona i Marc Orts per Darkness - Miguel Rejas, José Antonio Bermúdez, Manuel Laguna, Rosa Ortiz i Diego Garrido per Hable con ella                                         |
| XVI edició - 2002   | | |
|                     | Ricardo Steinberg, Tim Cavagin, Alfonso Raposo i Daniel Goldstein per The Others                          | - Dani Fontrodona, David Calleja i James Muñoz per Juana la Loca - Agustín Peinado, Alfonso Pino, Santiago Thévenet i Polo Aledo per Lucía y el sexo - Antonio Rodríguez, José Antonio Bermúdez, Diego Garrido, Pelayo Gutiérrez i Nacho Royo-Villanova per Sin noticias de Dios |
| XV edició - 2001    | | |
|                     | Thom Cadley, Mark Wilder, Pierre Gamet, Martin Gamet, Dominique Hennequin i Marisa Hernández per Calle 54 | - Daniel Goldstein, Ricardo Steinberg, Sergio Bürmann i Jaime Fernández per El Bola - Enrique Domínguez i José Vinader per La comunidad - Gilles Ortion, Ray Gillon i James Muñoz per Plenilunio                                                                                 |
| XIV edició - 2000   | | |
|                     | Miguel Rejas, José Bermúdez i Diego Garrido per Todo sobre mi madre                                       | - Carlos Faruolo, Alfonso Pino, Alfonso Raposo i Jaime Fernández per Goya en Burdeos - Daniel Goldstein, Ricardo Steinberg i Patrick Ghislain per La lengua de las mariposas - Jorge Marín, Patrick Ghislain i Carlos Faruolo per Solas                                          |

### Dècada del 1990
| Guanyador          | Candidats                                                                                               | |
| XIII edició - 1999 | XIII edició - 1999                                                                                      | XIII edició - 1999 |
| ------------------ | --- | --- |
|                    | Jorge Stavropulos, Alfonso Pino i Carlos Faruolo per Tango                                              | - Daniel Goldstein, Ricardo Steinberg i Patrick Ghislains per Abre los ojos - José Antonio Bermúdez, Diego Garrido i Antonio García per El abuelo - Pierre Garnet, Santiago Thévenet i Dominique Hennequin per La niña de tus ojos                                                                                     |
| XII edició - 1998  | | |
|                    | Gilles Ortion, Alfonso Pino i Bela María da Costa per Secretos del corazón                              | - Daniel Goldstein, Ricardo Steinberg i Eduardo Fernández per El tiempo de la felicidad - Daniel Goldstein, Ricardo Steinberg, Carlos Garrido i Ángel Gallardo per Martín (Hache) |
| XI edició - 1997   | | |
|                    | Daniel Goldstein, Ricardo Steinberg i Alfonso Pino per Tesis                                            | - Carlos Faruolo, Ray Gillon i Ricard Casals per Libertarias - Carlos Faruolo, Ray Gillon i Antonio Bloch per El perro del hortelano |
| X edició - 1996    | | |
|                    | Miguel Rejas, Gilles Ortion, José Antonio Bermúdez, Carlos Garrido i Ray Gillon per El día de la bestia | - Carlos Faruolo, James Muñoz i Brian Saunders per Boca a boca - Bernardo Menz i Graham V. Hartstone per La flor de mi secreto |
| IX edició - 1995   | | |
|                    | Gilles Ortion, José Antonio Bermúdez, Carlos Garrido i Polo Aledo per Días contados                     | - Gilles Ortion i John Hayward per Días contados - Gilles Ortion i Ricard Casals per La pasión turca |
| VIII edició - 1994 | | |
|                    | Gilles Ortion, Daniel Goldstein, Manuel Cora, Alberto Herena i Enrique Quintana per Todos a la cárcel   | - Carlos Faruolo per El pájaro de la felicidad - Jean-Paul Mugel i Graham V. Hartstone per Kika |
| VII edició - 1993  | | |
|                    | Julio Recuero, Gilles Ortion, Enrique Molinero i José Antonio Bermúdez per Orquesta Club Virginia       | - Georges Prat i Alfonso Pino per Belle Époque - Miguel Rejas i Ricard Casals per Jamón, jamón |
| VI edició - 1992   | | |
|                    | Gilles Ortion i Ricard Casals per El rey pasmado                                                        | - Carlos Faruolo, Manuel Cora i Alberto Herena per Beltenebros - Jean-Paul Mugel per Tacones lejanos |
| V edició - 1991    | | |
|                    | Gilles Ortion i Alfonso Pino per ¡Ay Carmela!                                                           | - Daniel Goldstein i Ricardo Steinberg per ¡Átame! - Pierre Lorrain i Eduardo Fernández per Las cartas de Alou |
| IV edició - 1990   | | |
|                    | Antonio Bloch, Francisco Peramos i Manuel Cora per Montoyas y Tarantos                                  | - Carlos Faruolo i Enrique Molinero per Amanece, que no es poco - Miguel Ángel Polo i Enrique Molinero per Bajarse al moro - Gilles Ortion i Carlos Faruolo per La noche oscura - Georges Prat, Pablo Blanco i Eduardo Fernández per El sueño del mono loco - Gilles Ortion i Eduardo Fernández per El mar y el tiempo |

### Dècada del 1980
| Guanyador         | Candidats                                                 | |
| III edició - 1989 | III edició - 1989                                         | III edició - 1989 |
| ----------------- | --------------------------------------------------------- | --- |
|                   | Carlos Faruolo i Enrique Molinero per Berlín Blues        | - Gilles Ortion per El Dorado - Gilles Ortion per Mujeres al borde de un ataque de nervios - Daniel Goldstein i Ricardo Steinberg per Pasodoble - Daniel Goldstein i Ricardo Steinberg per Remando al viento |
| II edició - 1988  |                                                           | |
|                   | Miguel Ángel Polo i Enrique Molinero per Divinas palabras | - Bernardo Menz i Enrique Molinero per El bosque animado - Carlos Faruolo i Enrique Molinero per El pecador impecable                                                                                        |
| I edició - 1987   |                                                           | |
|                   | Bernardo Menz i Enrique Molinero per Werther              | - Alfonso Pino i Carlos Faruolo per El hermano bastardo de Dios - Alfonso Pino per Luna de agosto |

## Estadístiques

### Muntadors de so més guardonats
- 8 premis: Gilles Ortion, de 15 nominacions
- 7 premis: Alfonso Pino, de 15 nominacions
- 5 premis: Marc Orts, de 11 nominacions
- 4 premis: José Antonio Bermúdez, de 10 nominacions
- 4 premis: Enrique Molinero, de 8 nominacions
- 4 premis: Oriol Tarragó, de 6 nominacions
- 3 premis: Carlos Faruolo, de 16 nominacions
- 3 premis: Daniel Goldstein, d'11 nominacions
- 3 premis: Pelayo Gutiérrez, de 10 nominacions
- 2 premis: Miguel Rejas, de 8 nominacions
- 2 premis: Sergio Burmann, de 7 nominacions
- 2 premis: Carlos Garrido, de 5 nominacions
- 2 premis: Ricardo Steinberg, de 5 nominacions
- 2 premis: Miguel Rejas, de 5 nominacions
- 2 premis: Miguel Ángel Polo, de 3 nominacions
- 2 premis: Manuel Cora, de 3 nominacions

### Muntadors de so amb més candidatures
- 16 candidatures: Carlos Faruolo (3 premis)
- 15 candidatures: Gilles Ortion (8 premis)
- 15 candidatures: Alfonso Pino (7 premis)
- 11 candidatures: Marc Orts (5 premis)
- 11 candidatures: Daniel Goldstein (3 premis)
- 11 candidatures: Nacho Royo-Villanova (1 premi)
- 10 candidatures: José Antonio Bermúdez (3 premis)
- 10 candidatures: Pelayo Gutiérrez (3 premis)
- 8 candidatures: Miguel Rejas (2 premis)
- 8 candidatures: Jaime Fernández (1 premi)
- 7 candidatures: Sergio Bürmann (2 premis)
- 6 candidatures: Oriol Tarragó (4 premis)
- 6 candidatures: James Muñoz (1 premi)
- 5 candidatures: Carlos Garrido (2 premis)
- 5 candidatures: Ricardo Steinberg (2 premis)
- 5 candidatures: Ricard Casals (1 premi)
- 5 candidatures: Polo Aledo (1 premi)
- 5 candidatures: Nicolas de Poulpiquet (1 premi)
- 5 candidatures: David Calleja (0 premis)
- 4 candidatures: Daniel de Zayas (1 premi)
- 4 candidatures: Eduardo Fernández (0 premis)
- 4 candidatures: Patrick Ghislain (0 premis)
- 3 candidatures: Miguel Ángel Polo (2 premis)
- 3 candidatures: Manuel Cora (2 premis)
- 3 candidatures: Bernardo Menz (2 premis)
- 3 candidatures: Peter Glossop (2 premis)
- 3 candidatures: Carlos Schmukler (1 premi)
- 3 candidatures: Nacho Arenas (1 premi)
- 2 candidatures: Antonio Bloch (1 premi)
- 2 candidatures: Alberto Herena (1 premi)
- 2 candidatures: Juan Ferro (1 premi)
- 2 candidatures: Georges Prat (0 premis)
- 2 candidatures: Pierre Lorrain (0 premis)
- 2 candidatures: Jean-Paul Mugel (0 premis)
- 2 candidatures: Graham V. Hartstone (0 premis)
- 2 candidatures: Santiago Thévenet (0 premis)
- 2 candidatures: Fabiola Ordoyo (0 premis)
- 2 candidatures: Iván Marín (0 premis)
- 2 candidatures: César Molina (0 premis)